# Municipio de Weller (Illinois)
El municipio de Weller (en inglés: Weller Township) es un municipio ubicado en el condado de Henry en el estado estadounidense de Illinois. En el año 2010 tenía una población de 422 habitantes y una densidad poblacional de 4,74 personas por km².

## Geografía
El municipio de Weller se encuentra ubicado en las coordenadas 41°11′32″N 90°8′33″O / 41.19222, -90.14250. Según la Oficina del Censo de los Estados Unidos, el municipio tiene una superficie total de 88.97 km², de la cual 88,94 km² corresponden a tierra firme y (0,03 %) 0,03 km² es agua.

## Demografía
Según el censo de 2010, había 422 personas residiendo en el municipio de Weller. La densidad de población era de 4,74 hab./km². De los 422 habitantes, el municipio de Weller estaba compuesto por el 100 % blancos. Del total de la población el 0,47 % eran hispanos o latinos de cualquier raza.